# Kreuz für nationale Verteidigung

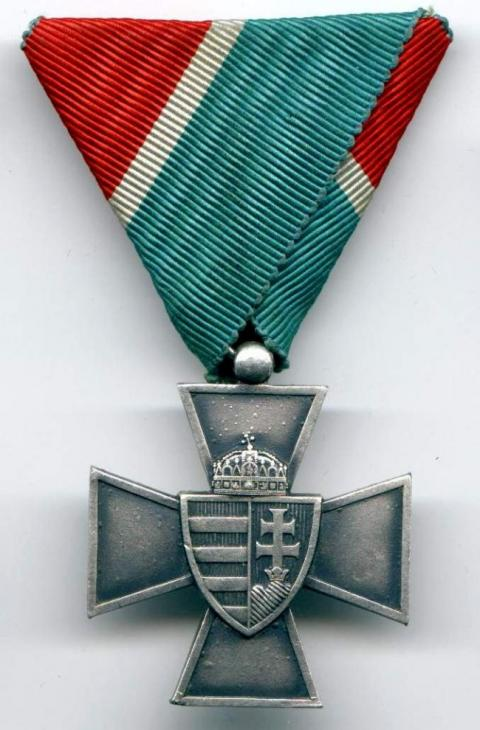
Das ungarische Kreuz für nationale Verteidigung

Das Kreuz für nationale Verteidigung (ungarisch Nemzetvédelmi Kereszt) wurde am 11. Dezember 1940 durch den Reichsverweser und Staatsoberhaupt Miklós Horthy zur Würdigung von Verdiensten um den Schutz des Königreichs Ungarn bzw. um die nationale Verteidigung in einer einzigen Klasse gestiftet.

## Vorschlageberechtigung und Verleihungskriterien
Die Vorschlageberechtigung die zur Verleihung des Ordenskreuzes führen sollten, oblag dem Ministerpräsidenten, der sodann die Zustimmung (oder Versagung) des Ministerrates einholte. Der überaus patriotisch und blumig aufgebauschte Satz 2 des Paragraphen 1 des Dekrets, welcher im Übrigen nur aus einem einzigen Satz bestand, lautete wie folgt: „Das Kreuz kann allen Personen verliehen werden, die zur Zeit der schweren Heimsuchungen während der ungarischen Kommunen, oder aber in den schweren Jahren fremder Besetzung der vom Vaterlande abgetrennten und später an die Heilige Krone rückgegliederten Gebiete (gemeint sind hier Südungarn, Oberungarn und Siebenbürgen) mit unzerbrechlichen, ungarischen Glauben die unser Vaterland verstümmelten und die ungarischen Nation zu schwächen bestrebten Kräfte bekämpft und im Interesse der Selbstbehauptung des Ungarntums und Ungarns unter Einsatz ihres Lebens einer opfermutige Haltung befunden haben.“

## Aussehen
Die Auszeichnung ist ein silbern oxidiertes Tatzenkreuz von 38 mm Größe, dessen Kanten (Balken) sich zur Mitte hin verjüngen. Auf dem oberen Kreuzarm befindet sich mittig eine Kugelaufhängung die waagerecht durchbohrt ist. An ihr wird der Aufhängring befestigt. Auf der Vorderseite des Kreuzes ist mittig das Wappen von Ungarn im Dreiecksschild zu sehen. Darüber ruht die Stephanskrone. Die Rückseite zeigt zentral ebenfalls ein Dreiecksschild, in dem die dreizeilige Inschrift A / HAZAÉRT / 1940 (Für das Vaterland 1940) zu lesen ist.

## Trageweise
Getragen wird das Kreuz an einem 40 mm breiten Ordensband, welches die Nationalfarben Ungarns, rot, weiß und grün widerspiegelt. Das Ordensband selber ist dabei grün und rot gehalten und wird von einem 5 mm breiten weißen Streifen in der Mitte durchschnitten. Getragen wurde die Auszeichnung der ungarischen Tradition folgend an einem Dreiecksband über der linken Brusttasche.